# 健康保険組合連合会
健康保険組合連合会（けんこうほけんくみあいれんごうかい）は、健康保険法にもとづき設立された、特別の法律により設立される法人である。通称「健保連（けんぽれん）」と呼ばれ、全国の健康保険組合の連合組織として活動している。1943年4月29日に設立。
2020年4月1日現在、日本全国の1,380の健保組合で構成し、加入者数は約2900万人、全国民の約4分の1をカバーしている。
ピーク時は1,800超の健康保険組合が加入しており、近年になって統廃合が進んだものの、加入者数に大きな変動はない。

## 事業内容
保険給付と保健活動を行う各健保組合の連合体として活動を支え、機能を充実させることを目的としている。
主な内容
- 制度改革のための活動
- 医療費適正化のための活動
- 健保組合間の共同事業の推進活動
- 健保組合運営のサポート活動
- 情報提供活動
- 調査研究活動

過去には大阪中央病院を運営していたが、財政的な厳しさより2020年に医療法人伯鳳会へ事業譲渡した。そして、ホテルはあといん乃木坂も運営していたが、施設老朽化のため2010年末に閉鎖した。また、財政難の組合への補助金給付等も行っており、先述の会費と相俟って、結果的には組合間扶助をも行っていることになる。さらに、先述の事業内容各々について、総合健康保険組合協議会と密接に連携し、特に「医療費適正化」及び「制度改革のための活動」においては、業務上直接協力している。

## 組織
機構組織は本部を東京に置き、全国に都道府県支部が設けられている。また陣営は議決機関である総会と執行機関である理事会によって行われている。本部は東京都港区南青山1-24-4に設置されている。
健保組合は、規模等の状況に応じて、健保連本部および都道府県支部に対して会費を支出している。支部によって会費が異なるため、加入者一人あたりの会費年額は200円～400円となっている。

## おはよう!けんぽれん
健康保険組合連合会は、情報提供型の1分間インフォマーシャル「おはよう!けんぽれん」を提供していた。
「ウェークアップ」のネット局25局と、非ネット局7局（NNS系列3局・NNS系列外4局）の全国32局で放送されていた。かつては、フジテレビ系列の健康情報番組「健保連のすこやかさん」のスポンサーを務めていたが、都合により打ち切りとなり、1997年から「おはよう!けんぽれん」が開始された。当初は、「土曜ぴーぷる」「いつでも笑みを!」（いずれも関西テレビ制作フジテレビ系列）のネット局28局と系列外4局（全て同番組非ネット局）だったが、2000年より放送実施局が日本テレビ系列28局と、系列外4局に変更される。
2012年3月末をもって終了となった。同年7月以降、健康保険組合連合会は「報道特集」（TBS系列・途中降板）、2014年3月29日放送分までの「ウェークアップ!ぷらす」に30秒のCMを流していた。

### 「おはよう!けんぽれん」放送局
最終回時点
| 放送対象地域  | 放送局                  | 系列                                       | 備考                                           |
| ------------- | ----------------------- | ------------------------------------------ | ---------------------------------------------- |
| 宮崎県        | 宮崎放送（MRT）         | TBS系列                                    | 1997年度～1999年度はテレビ宮崎で放送。         |
| 山梨県        | 山梨放送（YBS）         | 日本テレビ系列                             |                                                |
| 高知県        | 高知放送（RKC）         | 日本テレビ系列                             | 1997年度～1999年度は高知さんさんテレビで放送。 |
| 大分県        | テレビ大分（TOS）       | クロスネット 日本テレビ系列 フジテレビ系列 |                                                |
| 徳島県        | 四国放送（JRT）         | 日本テレビ系列                             |                                                |
| 北海道        | 札幌テレビ（STV）       | 日本テレビ系列                             | 1997年度～1999年度は北海道文化放送で放送。     |
| 青森県        | 青森放送（RAB）         | 日本テレビ系列                             |                                                |
| 岩手県        | テレビ岩手（TVI）       | 日本テレビ系列                             | 1997年度～1999年度は岩手めんこいテレビで放送。 |
| 宮城県        | ミヤギテレビ（MMT）     | 日本テレビ系列                             | 1997年度～1999年度は仙台放送で放送。           |
| 秋田県        | 秋田放送（ABS）         | 日本テレビ系列                             | 1997年度～1999年度は秋田テレビで放送。         |
| 山形県        | 山形放送（YBC）         | 日本テレビ系列                             | 1997年度～1999年度はさくらんぼテレビで放送。   |
| 福島県        | 福島中央テレビ（FCT）   | 日本テレビ系列                             | 1997年度～1999年度は福島テレビで放送。         |
| 関東広域圏    | 日本テレビ（NTV）       | 日本テレビ系列                             | 1997年度～1999年度はフジテレビで放送。         |
| 新潟県        | テレビ新潟（TeNY）      | 日本テレビ系列                             | 1997年度～1999年度は新潟総合テレビで放送。     |
| 長野県        | テレビ信州（TSB）       | 日本テレビ系列                             | 1997年度～1999年度は長野放送で放送。           |
| 静岡県        | 静岡第一テレビ（SDT）   | 日本テレビ系列                             | 1997年度～1999年度はテレビ静岡で放送。         |
| 富山県        | 北日本放送（KNB）       | 日本テレビ系列                             | 1997年度～1999年度は富山テレビで放送。         |
| 石川県        | テレビ金沢（KTK）       | 日本テレビ系列                             | 1997年度～1999年度は石川テレビで放送。         |
| 中京広域圏    | 中京テレビ（CTV）       | 日本テレビ系列                             | 1997年度～1999年度は東海テレビで放送。         |
| 近畿広域圏    | 読売テレビ（ytv）       | 日本テレビ系列                             | 1997年度～1999年度は関西テレビで放送。         |
| 鳥取県 島根県 | 日本海テレビ（NKT）     | 日本テレビ系列                             | 1997年度～1999年度は山陰中央テレビで放送。     |
| 広島県        | 広島テレビ（HTV）       | 日本テレビ系列                             | 1997年度～1999年度はテレビ新広島で放送。       |
| 山口県        | 山口放送（KRY）         | 日本テレビ系列                             |                                                |
| 岡山県 香川県 | 西日本放送（RNC）       | 日本テレビ系列                             | 1997年度～1999年度は岡山放送で放送。           |
| 愛媛県        | 南海放送（RNB）         | 日本テレビ系列                             | 1997年度～1999年度はテレビ愛媛で放送。         |
| 福岡県        | 福岡放送（FBS）         | 日本テレビ系列                             | 1997年度～1999年度はテレビ西日本で放送。       |
| 長崎県        | 長崎国際テレビ（NIB）   | 日本テレビ系列                             | 1997年度～1999年度はテレビ長崎で放送。         |
| 熊本県        | 熊本県民テレビ（KKT）   | 日本テレビ系列                             | 1997年度～1999年度はテレビ熊本で放送。         |
| 鹿児島県      | 鹿児島読売テレビ（KYT） | 日本テレビ系列                             | 1997年度～1999年度は鹿児島テレビで放送。       |
| 福井県        | 福井テレビ（FTB）       | フジテレビ系列                             |                                                |
| 佐賀県        | サガテレビ（STS）       | フジテレビ系列                             |                                                |
| 沖縄県        | 沖縄テレビ（OTV）       | フジテレビ系列                             |                                                |

- 山梨県では、かつてテレビ山梨（TBS系列）の「サザエさん」（当時日曜10:00 - 10:30、系列外遅れネット）の中で放送されていた。

## 提供番組
現在
2024年現在、レギュラーによる番組提供は行っていない。
過去
- 健保連のすこやかさん（フジテレビ系列、1社提供）
- 報道特集（TBS系列、30秒）
- ウェークアップ（読売テレビ制作・日本テレビ系列、30秒。2014年3月29日放送分まで）
- たけしの健康エンターテインメント!みんなの家庭の医学（朝日放送制作・テレビ朝日系、30秒[注釈 1]。2014年10月から12月まで）

2014年3月で一旦提供番組は消滅するが、2014年10月より上述の「たけしの健康エンターテインメント!みんなの家庭の医学」でテレビ提供を行っていた。なお、現在は上述の通りレギュラーによるテレビ提供はないが、2024年5月より俳優の内藤剛志、タレントのなかやまきんに君、同じくタレントの王林を起用としたマイナ保険証のテレビCMを流している。また、「日曜日の初耳学」（MBS制作・TBS系列）2024年7月21日及び8月4日放送では後半筆頭スポンサーとしてテレビ提供に参加し、初耳学番外編では番組とのコラボCMを流していた。